# Dale Graham
Pour les articles homonymes, voir Graham.
Dale Alison Graham est un homme politique canadien né le 6 octobre 1951, député progressiste-conservateur de Carleton à l'Assemblée législative du Nouveau-Brunswick depuis 1995.

## Biographie
Né à Woodstock, Dale Graham est membre du Parti progressiste-conservateur du Nouveau-Brunswick. Il est élu le 18 septembre 2006, lors de la 56e élection générale, pour représenter la circonscription de Carleton à l'Assemblée législative du Nouveau-Brunswick, dans la 56e législature.
Il est réélu à la 57e législature le 27 septembre 2010, lors de la 57e élection générale et est nommé président de l'Assemblée législative du Nouveau-Brunswick le 27 octobre 2010.